# DKFXP
DKFXP é uma colaboração musical entre Franky Perez (FXP), de Scars on Broadway, e Dave Kushner (DK), de Velvet Revolver. Até o momento, três músicas da dupla foram lançadas, para download gratuito no site da Franky Perez, enquanto uma foi retrabalhada por Kushner e usada no filme Hisss, com vocais e letras de Shruti Haasan.

## História

### Formação (2009–presente)
Em 20 de junho de 2009, o guitarrista e artista solo de Scars on Broadway, Franky Perez, anunciou, via MySpace, que estava no estúdio colaborando com o guitarrista do Velvet Revolver Dave Kushner. Em 19 de setembro, anunciado por meio de seu blog no Myspace, Franky lançou a música Party Of One, disponível para download em seu site, juntamente com um código a ser usado para baixar a música. Em outubro, Franky declarou em sua conta no Twitter que ele e Kushner estavam tocando com o baixista do Weezer Scott Shriner e Scars no colega de banda da Broadway e ex-baterista do System of a Down John Dolmayan. Em 16 de novembro, outras músicas, intituladas The Collapse, foram disponibilizadas para download. Em 1º de dezembro, Franky listou todas as músicas que haviam sido lançadas gratuitamente anteriormente, bem como os códigos para baixá-las, incluindo a música Beyond the Wire, que antes estava disponível apenas para as tropas americanas que serviam na guerra.
Em 2010, Kushner anunciou que removeu os vocais e "brincou" com a música "Beyond the Wire", dando-lhe o novo título de "Beyond the Snake". A música aparece nos créditos finais do filme Hisss, e na trilha sonora do filme, com vocais e letras de Shruti Haasan. Quatro faixas de Perez e Kushner também aparecerão no filme Hamill.

## Músicas
Todas as faixas escritas e compostas por Dave Kushner e Franky Perez. 
| N.º | Título            | Duração |  |
| 0.  | "The Collapse"    | 3:22    |  |
| 1.  | "Beyond the Wire" | 3:25    |  |
| 2.  | "Party of One"    | 3:47    |  |

Outras aparições
| Música                                                   | Álbum            | Liberação |
| -------------------------------------------------------- | ---------------- | --------- |
| "Beyond the Snake" (com a participação de Shruti Haasan) | Hisss Soundtrack | 2010      |

## Membros
- Franky Perez
- Dave Kushner